# 아침의 광장 (KBS포항방송국)
아침의 광장은 KBS포항 1라디오에서 평일 아침 8시 30분부터 아침 8시 58분까지 방송되었던 경북 동해안 지역의 출근길 아침 시사교양 프로그램이다.

## 진행
- 이서진 아나운서

## 역대 방송시간
| 방송 채널       | 방송 기간                          | 방송 시간                       |
| --------------- | ---------------------------------- | ------------------------------- |
| KBS포항 1라디오 | 1996년 11월 4일 ~ 2004년 10월 16일 | 월~토요일 아침 8:35 ~ 아침 8:58 |
| KBS포항 1라디오 | 2004년 10월 18일 ~ 2014년 4월 4일  | 평일 아침 8:35 ~ 아침 8:58      |
| KBS포항 1라디오 | 2014년 4월 7일 ~ 2016년 4월 22일   | 평일 아침 8:30 ~ 아침 8:58      |

## 주파수 안내
- 포항, 경주, 영덕 FM 95.9MHz
- 울진 FM 93.9MHz
- 울릉 FM 89.3MHz
- 포항, 경주, 영덕, 울진 AM 1035kHz
- 울릉 AM 1323kHz

## 기획 의도
- 경북 동해안 지역의 현안과 이슈를 빠르고 올바르게 전달하는 라디오 시사 정보 프로그램.

## 방송되는 코너
- 사람과 세상 (월~금)
- 날씨와 생활정보
- 파워인터뷰
- 경북 동해안 소식
- 현장속으로
- 영일만 만평
- 울진 소식
- 정치브리핑
- 울릉독도소식
- 해상종합정보
- 교통정보
- 집중진단
- 날씨와 교통정보
- 간추린 소식
- 시사 포커스
- 문화브리핑
- 기상정보